# Kárpátalja címere
Kárpátalja címere – Kárpátalja egyik területi jelképe.

## A címer leírása
Csücsköstalpú pajzs, amelyet egy függőleges hasítással két mezőre osztottak. A pajzs első mezeje (bal oldal) Ukrajna nemzeti színeit ismétli: kék (azúr) mezőben három arany pólya. A második, ezüst mezőben (jobb
oldal) egy ágaskodó, (heraldikailag) balra lépő vörös medve látható.

## A címer története
Kárpátalja első címerét a terület Csehszlovákiához való kerülése után, 1920-ban fogadták el. Az 1920-ban elfogadott címer megegyezett a ma is használt címer leírásával. 1939 márciusában a függetlenné vált Kárpát-Ukrajna szintén ezt a címert használta, annyi változtatással, hogy korábban a címer jobb oldalán az első kék pólyában feltüntették az ún. trizubot, Nagy Vlagyimir háromágú szigonyát. 1939 és 1990 között a területnek nem volt címere.
A jelenlegi címert 1990. december 18-án vezették be, amely rákerült a 2009-ben elfogadott zászlajukra is.